# Ładuszkin (stacja kolejowa)
Ładuszkin (ros. Ладушкин) – stacja kolejowa w miejscowości Ładuszkin, w obwodzie królewieckim, w Rosji. Położony jest na linii Królewiec – Mamonowo.
Perony znajdują się jedynie przy torze szerokim. Na szlaku normalnotorowym w Ładuszkinie istnieje możliwość minięcia się składów.

## Historia
Stacja została otwarta w XIX w. na Pruskiej Kolei Wschodniej (berlińsko-królewieckiej). W okresie przynależności Prus Wschodnich do Niemiec nosiła nazwę Ludwigsort (pol. Ludwikowo).